# ماريا ماتوس
ماريا ماتوس (بالبرتغالية: Maria Matos‏) هي ممثلة برتغالية، ولدت في 29 سبتمبر 1890 بلشبونة في البرتغال، وتوفيت في 18 سبتمبر 1952.

## وصلات خارجية
- ماريا ماتوس على موقع IMDb (الإنجليزية)
- ماريا ماتوس على موقع قاعدة بيانات الفيلم (الإنجليزية)